# Newcastle United Football Club 2024-2025
Questa voce raccoglie le informazioni riguardanti il Newcastle United Football Club nelle competizioni ufficiali della stagione 2024-2025.

## Maglie e sponsor
Il fornitore tecnico per la stagione 2024-2025 è Adidas, mentre lo sponsor ufficiale è Sela.
| Casa | Casa (alternativa) | Trasferta | Trasferta (alternativa) | Terza Divisa | Terza (alternativa) |

## Rosa
Aggiornata all'11 agosto 2024 
| N. |                             | Ruolo | Calciatore                  |
| -- | --------------------------- | ----- | --------------------------- |
| 1  | Slovacchia (bandiera)       | P     | Martin Dúbravka             |
| 2  | Inghilterra (bandiera)      | D     | Kieran Trippier             |
| 4  | Paesi Bassi (bandiera)      | D     | Sven Botman                 |
| 5  | Svizzera (bandiera)         | D     | Fabian Schär                |
| 6  | Inghilterra (bandiera)      | D     | Jamaal Lascelles (capitano) |
| 7  | Brasile (bandiera)          | C     | Joelinton                   |
| 8  | Italia (bandiera)           | C     | Sandro Tonali               |
| 9  | Inghilterra (bandiera)      | A     | Callum Wilson               |
| 10 | Inghilterra (bandiera)      | A     | Anthony Gordon              |
| 11 | Inghilterra (bandiera)      | A     | Harvey Barnes               |
| 12 | Irlanda del Nord (bandiera) | D     | Jamal Lewis                 |
| 13 | Inghilterra (bandiera)      | D     | Matt Targett                |
| 14 | Svezia (bandiera)           | A     | Alexander Isak              |
| 17 | Svezia (bandiera)           | D     | Emil Krafth                 |
| 19 | Grecia (bandiera)           | P     | Odysseas Vlachodīmos        |
| 20 | Inghilterra (bandiera)      | D     | Lewis Hall                  |

| N. |                        | Ruolo | Calciatore      |
| -- | ---------------------- | ----- | --------------- |
| 21 | Inghilterra (bandiera) | D     | Tino Livramento |
| 22 | Inghilterra (bandiera) | P     | Nick Pope       |
| 23 | Inghilterra (bandiera) | C     | Jacob Murphy    |
| 24 | Paraguay (bandiera)    | C     | Miguel Almirón  |
| 25 | Inghilterra (bandiera) | D     | Lloyd Kelly     |
| 26 | Inghilterra (bandiera) | P     | John Ruddy      |
| 28 | Inghilterra (bandiera) | C     | Joe Willock     |
| 29 | Inghilterra (bandiera) | P     | Mark Gillespie  |
| 30 | Scozia (bandiera)      | D     | Harrison Ashby  |
| 33 | Inghilterra (bandiera) | D     | Dan Burn        |
| 36 | Inghilterra (bandiera) | C     | Sean Longstaff  |
| 37 | Irlanda (bandiera)     | C     | Alex Murphy     |
| 38 | Australia (bandiera)   | A     | Garang Kuol     |
| 39 | Brasile (bandiera)     | C     | Bruno Guimarães |
| 40 | Inghilterra (bandiera) | C     | Joe White       |
| 67 | Inghilterra (bandiera) | C     | Lewis Miley     |

## Calciomercato

### Sessione estiva
| Acquisti         | Acquisti             | Acquisti          | Acquisti                    |
| R.               | Nome                 | da                | Modalità                    |
| ---------------- | -------------------- | ----------------- | --------------------------- |
| D                | Lewis Hall           | Chelsea           | definitivo (33 milioni €)   |
| P                | Odysseas Vlachodīmos | Nottingham Forest | definitivo (23,6 milioni €) |
| A                | William Osula        | Sheffield Utd     | definitivo (11,6 milioni €) |
| D                | Miodrag Pivaš        | Jedinstvo Ub      | definitivo (0,8 milioni €)  |
| D                | Lloyd Kelly          | Bournemouth       | gratuito                    |
| P                | John Ruddy           | Birmingham City   | gratuito                    |
| Altre operazioni |                      |                   |                             |
| R.               | Nome                 | da                | Modalità                    |
| A                | Yankuba Minteh       | Feyenoord         | fine prestito               |

| Cessioni         | Cessioni        | Cessioni          | Cessioni                    |
| R.               | Nome            | a                 | Modalità                    |
| ---------------- | --------------- | ----------------- | --------------------------- |
| C                | Elliot Anderson | Nottingham Forest | definitivo (41,2 milioni €) |
| A                | Yankuba Minteh  | Brighton          | defintivo (35 milioni €)    |
| A                | Ryan Fraser     | Southampton       | gratuito                    |
| C                | Matt Ritchie    | Portsmouth        | gratuito                    |
| D                | Kell Watts      | Cambridge Utd     | gratuito                    |
| D                | Jamal Lewis     | San Paolo         | prestito                    |
| D                | Harrison Ashby  | QPR               | prestito                    |
| C                | Joe White       | MK Dons           | prestito                    |
| D                | Miodrag Pivaš   | Willem II         | prestito                    |
| P                | Loris Karius    |                   | svincolato                  |
| D                | Paul Dummett    |                   | svincolato                  |
| C                | Jeff Hendrick   |                   | svincolato                  |
| Altre operazioni |                 |                   |                             |
| R.               | Nome            | da                | Modalità                    |
| D                | Lewis Hall      | Chelsea           | fine prestito               |

### Sessione invernale
| Acquisti         | Acquisti         | Acquisti         | Acquisti         |
| R.               | Nome             | da               | Modalità         |
| Altre operazioni | Altre operazioni | Altre operazioni | Altre operazioni |
| R.               | Nome             | da               | Modalità         |
| ---------------- | ---------------- | ---------------- | ---------------- |
| D                | Jamal Lewis      | San Paolo        | fine prestito    |

| Cessioni         | Cessioni     | Cessioni   | Cessioni                 |
| R.               | Nome         | a          | Modalità                 |
| ---------------- | ------------ | ---------- | ------------------------ |
| D                | Lloyd Kelly  | Juventus   | prestito (3,8 milioni €) |
| Altre operazioni |              |            |                          |
| R.               | Nome         | da         | Modalità                 |
| C                | Isaac Hayden | Portsmouth | prestito                 |

## Risultati

### Premier League

#### Girone di andata
| Arbitro: | Pawson |

|               |           |  |
| Joelinton 45’ | Marcatori |  |

| Arbitro: | Coote |

|               |           |            |
| Tavernier 37’ | Marcatori | 76’ Gordon |

| Arbitro: | Jones |

|                     |           |                 |
| Barnes 37’ Isak 78’ | Marcatori | 56’ (aut.) Burn |

| Arbitro: | Kavanagh |

|            |           |                      |
| Lemina 36’ | Marcatori | 75’ Schär 80’ Barnes |

| Arbitro: | Bankes |

|                                           |           |            |
| R. Jiménez 5’ Smith Rowe 22’ Nelson 90+2’ | Marcatori | 46’ Barnes |

| Arbitro: | Gillett |

|                   |           |              |
| Gordon 58’ (rig.) | Marcatori | 35’ Gvardiol |

| Liverpool 5 ottobre 2024, ore 17:30 WEST 7ª giornata | Everton | 0 – 0 referto | Newcastle Utd | Goodison Park (39 265 spett.)\| Arbitro: \| Pawson \| |
| Arbitro:                                             | Pawson  |               |               |                                                       |

| Arbitro: | Bankes |

|  |           |             |
|  | Marcatori | 35’ Welbeck |

| Arbitro: | Hooper |

|                        |           |          |
| Jackson 18’ Palmer 47’ | Marcatori | 32’ Isak |

| Arbitro: | Brooks |

|          |           |  |
| Isak 12’ | Marcatori |  |

| Arbitro: | Taylor |

|             |           |                                   |
| Murillo 21’ | Marcatori | 54’ Isak 72’ Joelinton 83’ Barnes |

| Arbitro: | Pawson |

|  |           |                            |
|  | Marcatori | 10’ Souček 53’ Wan-Bissaka |

| Arbitro: | England |

|             |           |                  |
| Muñoz 90+4’ | Marcatori | 53’ (aut.) Guéhi |

| Arbitro: | A. Madley |

|                               |           |                             |
| Isak 35’ Gordon 62’ Schär 90’ | Marcatori | 50’ C. Jones 68’, 83’ Salah |

| Arbitro: | Hooper |

|                                            |           |                     |
| Mbeumo 8’ Wissa 28’ Collins 56’ Schade 90’ | Marcatori | 11’ Isak 32’ Barnes |

| Arbitro: | Bramall |

|                                        |           |  |
| Murphy 30’, 60’ Guimarães 47’ Isak 50’ | Marcatori |  |

| Arbitro: | Attwell |

|  |           |                                |
|  | Marcatori | 1’, 45+2’, 54’ Isak 32’ Murphy |

| Arbitro: | Taylor |

|                                    |           |  |
| Gordon 2’ Isak 59’ Joelinton 90+1’ | Marcatori |  |

| Arbitro: | Hooper |

|  |           |                       |
|  | Marcatori | 4’ Isak 19’ Joelinton |

#### Girone di ritorno
| Arbitro: | A. Madley |

|            |           |                    |
| Solanke 4’ | Marcatori | 6’ Gordon 38’ Isak |

| Arbitro: | England |

|                          |           |  |
| Isak 34’, 57’ Gordon 74’ | Marcatori |  |

| Arbitro: | Attwell |

|               |           |                                         |
| Guimarães 25’ | Marcatori | 6’, 44’, 90+2’ J. Kluivert 90+6’ Kerkez |

| Arbitro: | Barrott |

|              |           |                          |
| Bednarek 10’ | Marcatori | 26’, 30’ Isak 51’ Tonali |

| Arbitro: | Kavanagh |

|            |           |                          |
| Murphy 37’ | Marcatori | 61’ R. Jiménez 82’ Muniz |

| Arbitro: | Madley |

|                                   |           |  |
| Marmoush 19’, 24’, 33’ McAtee 84’ | Marcatori |  |

| Arbitro: | Gillett |

|                                    |           |                                         |
| Miley 23’ Murphy 25’ Isak 33’, 34’ | Marcatori | 6’ Hudson-Odoi 63’ Milenković 90’ Yates |

| Arbitro: | Attwell |

|                                 |           |  |
| Szoboszlai 11’ Mac Allister 63’ | Marcatori |  |

| Arbitro: | Salisbury |

|  |           |               |
|  | Marcatori | 63’ Guimarães |

| Arbitro: | England |

|                                                               |           |  |
| Murphy 14’ Guéhi 38’ (aut.) Barnes 45+2’ Schär 45+8’ Isak 58’ | Marcatori |  |

| Arbitro: | Bankes |

|                       |           |                   |
| Isak 45+2’ Tonali 74’ | Marcatori | 66’ (rig.) Mbeumo |

| Arbitro: | R. Jones |

|  |           |                           |
|  | Marcatori | 2’, 11’ Murphy 34’ Barnes |

| Arbitro: | Kavanagh |

|                                          |           |              |
| Tonali 24’ Barnes 49’, 64’ Guimarães 77’ | Marcatori | 37’ Garnacho |

| Arbitro: | Gillett |

|                                                  |           |           |
| Watkins 1’ Maatsen 64’ Burn 73’ (aut.) Onana 75’ | Marcatori | 18’ Schär |

| Arbitro: | Salisbury |

|                                      |           |  |
| Isak 45+4’ (rig.) Burn 56’ Osula 80’ | Marcatori |  |

| Arbitro: | Pawson |

|            |           |                 |
| Minteh 28’ | Marcatori | 89’ (rig.) Isak |

| Arbitro: | Brooks |

|                         |           |  |
| Tonali 2’ Guimarães 90’ | Marcatori |  |

| Arbitro: | Hooper |

|          |           |  |
| Rice 55’ | Marcatori |  |

| Arbitro: | Harrington |

|  |           |             |
|  | Marcatori | 65’ Alcaraz |

### FA Cup
| Arbitro: | Finnie |

|                                       |           |             |
| Miley 16’ Gordon 49’ (rig.) Osula 61’ | Marcatori | 8’ Congreve |

| Arbitro: | Donohue |

|                    |           |                             |
| Laird 1’ Iwata 40’ | Marcatori | 21’, 82’ Willock 26’ Wilson |

| Arbitro: | Taylor |

|                 |           |                         |
| Isak 22’ (rig.) | Marcatori | 44’ Minteh 114’ Welbeck |

### EFL Cup
| Arbitro: | Brooks |

|                                                    |                      |                                           |
| Jota Silva 50’                                     | Marcatori            | 1’ Willock                                |
| Hudson-Odoi Milenković N. Williams Sangaré Awoniyi | Tiri di rigore 3 – 4 | Isak Joelinton Guimarães Gordon Longstaff |

| Arbitro: | Pawson |

|                    |           |  |
| Schär 45+1’ (rig.) | Marcatori |  |

| Arbitro: | Kavanagh |

|                            |           |  |
| Isak 23’ Disasi 26’ (aut.) | Marcatori |  |

| Arbitro: | Barrott |

|                          |           |             |
| Tonali 9’, 43’ Schär 69’ | Marcatori | 90+1’ Wissa |

#### Semifinali
| Arbitro: | Brooks |

|  |           |                     |
|  | Marcatori | 37’ Isak 51’ Gordon |

| Arbitro: | Hooper |

|                       |           |  |
| Murphy 19’ Gordon 52’ | Marcatori |  |

#### Finale
| Arbitro: | Brooks |

|              |           |                   |
| Chiesa 90+4’ | Marcatori | 45’ Burn 52’ Isak |

## Statistiche finali

### Statistiche di squadra
| Competizione   | Punti | In casa | In casa | In casa | In casa | In casa | In casa | In trasferta | In trasferta | In trasferta | In trasferta | In trasferta | In trasferta | In campo neutro | In campo neutro | In campo neutro | In campo neutro | In campo neutro | In campo neutro | Totale | Totale | Totale | Totale | Totale | Totale | DR  |
| Competizione   | Punti | G       | V       | N       | P       | Gf      | Gs      | G            | V            | N            | P            | Gf           | Gs           | G               | V               | N               | P               | Gf              | Gs              | G      | V      | N      | P      | Gf     | Gs     | DR  |
| -------------- | ----- | ------- | ------- | ------- | ------- | ------- | ------- | ------------ | ------------ | ------------ | ------------ | ------------ | ------------ | --------------- | --------------- | --------------- | --------------- | --------------- | --------------- | ------ | ------ | ------ | ------ | ------ | ------ | --- |
| Premier League | 66    | 19      | 12      | 2       | 5       | 40      | 20      | 19           | 8            | 4            | 7            | 28           | 27           | -               | -               | -               | -               | -               | -               | 38     | 20     | 6      | 12     | 68     | 47     | +21 |
| FA Cup         | -     | 2       | 1       | 0       | 1       | 4       | 3       | 1            | 1            | 0            | 0            | 3            | 2            | -               | -               | -               | -               | -               | -               | 3      | 2      | 0      | 1      | 7      | 5      | +2  |
| League Cup     | -     | 4       | 4       | 0       | 0       | 8       | 1       | 2            | 1            | 1            | 0            | 3            | 1            | 1               | 1               | 0               | 0               | 2               | 1               | 7      | 6      | 1      | 0      | 13     | 3      | +10 |
| Totale         | -     | 25      | 17      | 2       | 6       | 52      | 24      | 22           | 10           | 5            | 7            | 34           | 30           | 1               | 1               | 0               | 0               | 2               | 1               | 48     | 28     | 7      | 13     | 88     | 55     | +33 |

### Andamento in campionato
| Giornata  | 1 | 2 | 3 | 4 | 5 | 6 | 7 | 8 | 9  | 10 | 11 | 12 | 13 | 14 | 15 | 16 | 17 | 18 | 19 | 20 | 21 | 22 | 23 | 24 | 25 | 26 | 27 | 28 | 29 | 30 | 31 | 32 | 33 | 34 | 35 | 36 | 37 | 38 |
| --------- | - | - | - | - | - | - | - | - | -- | -- | -- | -- | -- | -- | -- | -- | -- | -- | -- | -- | -- | -- | -- | -- | -- | -- | -- | -- | -- | -- | -- | -- | -- | -- | -- | -- | -- | -- |
| Luogo     | C | T | C | T | T | C | T | C | T  | C  | T  | C  | T  | C  | T  | C  | T  | C  | T  | T  | C  | C  | T  | C  | T  | C  | T  | T  | C  | C  | T  | C  | T  | C  | T  | C  | T  | C  |
| Risultato | V | N | V | V | P | N | N | P | P  | V  | V  | P  | N  | N  | P  | V  | V  | V  | V  | V  | V  | P  | V  | P  | P  | V  | P  | V  | V  | V  | V  | V  | P  | V  | N  | V  | P  | P  |
| Posizione | 8 | 6 | 5 | 3 | 6 | 7 | 7 | 9 | 12 | 11 | 8  | 10 | 11 | 12 | 12 | 12 | 8  | 5  | 5  | 5  | 4  | 6  | 5  | 6  | 7  | 5  | 6  | 6  | 4  | 4  | 4  | 3  | 4  | 3  | 4  | 3  | 4  | 5  |

Legenda:

Luogo: C = Casa; T = Trasferta. Risultato: V = Vittoria; N = Pareggio; P = Sconfitta.

### Statistiche dei giocatori
Sono in corsivo i calciatori che hanno lasciato la società a stagione in corso.
| Giocatore      | Premier League | Premier League | Premier League | Premier League | FA Cup   | FA Cup | FA Cup      | FA Cup     | League Cup | League Cup | League Cup  | League Cup | Totale   | Totale | Totale      | Totale     |
| Giocatore      | Presenze       | Reti           | Ammonizioni    | Espulsioni     | Presenze | Reti   | Ammonizioni | Espulsioni | Presenze   | Reti       | Ammonizioni | Espulsioni | Presenze | Reti   | Ammonizioni | Espulsioni |
| -------------- | -------------- | -------------- | -------------- | -------------- | -------- | ------ | ----------- | ---------- | ---------- | ---------- | ----------- | ---------- | -------- | ------ | ----------- | ---------- |
| M. Almirón     | 9              | 0              | 0              | 0              | 1        | 0      | 0           | 0          | 4          | 0          | 0           | 0          | 14       | 0      | 0           | 0          |
| H. Barnes      | 33             | 9              | 0              | 0              | 2        | 0      | 0           | 0          | 5          | 0          | 0           | 0          | 40       | 9      | 0           | 0          |
| S. Botman      | 8              | 0              | 1              | 0              | 0        | 0      | 0           | 0          | 2          | 0          | 0           | 0          | 10       | 0      | 1           | 0          |
| D. Burn        | 37             | 1              | 11             | 0              | 2        | 0      | 1           | 0          | 7          | 1          | 0           | 0          | 46       | 2      | 12          | 0          |
| M. Dúbravka    | 10             | -12            | 0              | 0              | 2        | -3     | 0           | 0          | 4          | -1         | 0           | 0          | 16       | -16    | 0           | 0          |
| P. Dummett     | 0              | 0              | 0              | 0              | 0        | 0      | 0           | 0          | 0          | 0          | 0           | 0          | 0        | 0      | 0           | 0          |
| A. Gordon      | 34             | 6              | 2              | 0              | 2        | 1      | 0           | 1          | 6          | 2          | 2           | 0          | 42       | 9      | 4           | 1          |
| B. Guimarães   | 38             | 5              | 7              | 0              | 3        | 0      | 0           | 0          | 6          | 0          | 3           | 0          | 47       | 5      | 10          | 0          |
| L. Hall        | 27             | 0              | 3              | 0              | 1        | 0      | 0           | 0          | 6          | 0          | 1           | 0          | 34       | 0      | 4           | 0          |
| A. Isak        | 34             | 23             | 1              | 0              | 2        | 1      | 0           | 0          | 6          | 3          | 0           | 0          | 42       | 27     | 1           | 0          |
| Joelinton      | 29             | 4              | 10             | 0              | 2        | 0      | 1           | 0          | 6          | 0          | 1           | 0          | 37       | 4      | 12          | 0          |
| L. Kelly       | 9              | 0              | 1              | 0              | 1        | 0      | 0           | 0          | 3          | 0          | 0           | 0          | 13       | 0      | 1           | 0          |
| E. Krafth      | 12             | 0              | 2              | 0              | 1        | 0      | 0           | 0          | 4          | 0          | 0           | 0          | 17       | 0      | 2           | 0          |
| J. Lascelles   | 0              | 0              | 0              | 0              | 0        | 0      | 0           | 0          | 0          | 0          | 0           | 0          | 0        | 0      | 0           | 0          |
| S. Longstaff   | 25             | 0              | 2              | 0              | 2        | 0      | 0           | 0          | 4          | 0          | 2           | 0          | 31       | 0      | 4           | 0          |
| T. Livramento  | 37             | 0              | 1              | 0              | 2        | 0      | 0           | 0          | 6          | 0          | 2           | 0          | 45       | 0      | 3           | 0          |
| L. Miley       | 14             | 1              | 0              | 0              | 3        | 1      | 0           | 0          | 1          | 0          | 0           | 0          | 18       | 2      | 0           | 0          |
| J. Murphy      | 35             | 8              | 4              | 0              | 2        | 0      | 0           | 0          | 4          | 1          | 0           | 0          | 41       | 9      | 4           | 0          |
| W. Osula       | 14             | 1              | 0              | 0              | 2        | 1      | 1           | 0          | 3          | 0          | 0           | 0          | 19       | 2      | 1           | 0          |
| N. Pope        | 28             | -34            | 2              | 0              | 1        | -2     | 0           | 0          | 3          | -2         | 1           | 0          | 32       | -38    | 3           | 0          |
| M. Ritchie     | 0              | 0              | 0              | 0              | 0        | 0      | 0           | 0          | 0          | 0          | 0           | 0          | 0        | 0      | 0           | 0          |
| T. Sanusi      | 0              | 0              | 0              | 0              | 1        | 0      | 0           | 0          | 0          | 0          | 0           | 0          | 1        | 0      | 0           | 0          |
| F. Schär       | 34             | 4              | 9              | 1              | 3        | 0      | 0           | 0          | 5          | 2          | 3           | 0          | 42       | 6      | 12          | 1          |
| M. Targett     | 2              | 0              | 0              | 0              | 3        | 0      | 0           | 0          | 0          | 0          | 0           | 0          | 5        | 0      | 0           | 0          |
| S. Tonali      | 36             | 4              | 5              | 0              | 3        | 0      | 0           | 0          | 6          | 2          | 1           | 0          | 45       | 6      | 6           | 0          |
| K. Trippier    | 25             | 0              | 1              | 0              | 2        | 0      | 0           | 0          | 4          | 0          | 0           | 0          | 31       | 0      | 1           | 0          |
| O. Vlachodīmos | 0              | 0              | 0              | 0              | 0        | 0      | 0           | 0          | 1          | -0         | 0           | 0          | 1        | 0      | 0           | 0          |
| C. Wilson      | 18             | 0              | 0              | 0              | 2        | 1      | 0           | 0          | 1          | 0          | 0           | 0          | 21       | 1      | 0           | 0          |
| J. Willock     | 32             | 0              | 4              | 0              | 2        | 2      | 1           | 0          | 6          | 1          | 0           | 0          | 40       | 3      | 5           | 0          |